# Walter Cunningham
Ronnie Walter Cunningham, född 16 mars 1932 i Creston, Iowa, död 3 januari 2023 i Houston, Texas, var en amerikansk astronaut uttagen i astronautgrupp 3 den 17 oktober 1963 med en rymdfärd bakom sig.
Cunningham lämnade rymdprogrammet 1 augusti 1971.

## Apollofärden
Cunningham genomförde färden Apollo 7 tillsammans med Donn F. Eisele och Walter Schirra. Färden var den först amerikanska trippelbesättning i rymden och den första bemannade rymdfärden i Apolloprogrammet.

## Rymdfärdsstatistik
| Färd     | Datum                | Tid       | EVA     |
| -------- | -------------------- | --------- | ------- |
| Apollo 7 | 11 - 22 oktober 1968 | 260:09:03 | 0:00:00 |
| Totalt   | Totalt               | 260:09:03 | 0:00:00 |